# Prince Englebert
Prince Englebert es una variedad cultivar de ciruelo (Prunus domestica), de las denominadas ciruelas europeas.
Una variedad de ciruela procedente de plántula de polinización libre de 'Prune d'Autriche', fue cultivada por Scheidweiler, en Gante (Bélgica) en 1843.
Las frutas tienen un tamaño grande a muy grande, color de piel negro azulado, cubiertas de pruina espesas, punteado numerosos, pequeños, de color marrón rojizo, conspicuos, y pulpa de color amarillento dorado, textura algo firme jugosa, y sabor dulce bastante ácido, aromática.

## Historia
'Prince Englebert' variedad de ciruela cuyo origen es una plántula de polinización libre de 'Prune d'Autriche', fue cultivada por el profesor de botánica Scheidweiler, en Gante (Bélgica) en 1843.
'Prince Englebert' está cultivada en diversos bancos de germoplasma de cultivos vivos, tales como en National Fruit Collection (Colección Nacional de Fruta) de Reino Unido con el número de accesión: 1953-199 y Nombre Accesión : Prince Englebert. Fue introducida en el "Probatorio Nacional de Fruta" para evaluar sus características en 1953.

## Características
'Prince Englebert' árbol de porte extenso, moderadamente vigoroso, erguido. Flor blanca, que tiene un tiempo de floración que comienza a partir del 17 de abril con el 10% de floración, para el 21 de abril tiene una floración completa (80%), y para el 3 de mayo tiene un 90% de caída de pétalos.
'Prince Englebert' tiene una talla de tamaño grande a muy grande de forma ovalado, mitades desiguales, cavidad profunda, mediana a estrecha, abrupta, sutura poco profunda, a menudo una línea, ápice redondeado o aplanado, con peso promedio de 46.60 g; epidermis tiene una piel fina, tierna, ligeramente astringente, que se separa fácilmente, con abundante pruina azulado violácea, siendo el color de la piel negro azulado, cubiertas de pruina espesas, punteado numerosos, pequeños, de color marrón rojizo, conspicuos; pedúnculo largo, grueso, algo curvo, con una longitud promedio de 16.57 mm, pubescente, bien adherido al fruto con la cavidad del pedúnculo estrecha y apenas pronunciada; pulpa de color amarillento dorado, textura algo firme jugosa, y sabor dulce bastante ácido, aromática.
Hueso adherida, ovalada alargada, turgente, áspera y picada, puntiaguda en la base, roma en el ápice, sutura ventral bastante ancha, superficialmente surcada, roma, sutura dorsal con un surco ancho y poco profundo.
Su tiempo de recogida de cosecha es medio, se inicia en su maduración de principios a mediados de agosto.

## Progenie
- Un descendiente de 'Prince Englebert' como "Parental Madre" es 'Czar'.[9]

## Usos
Debido a su sabor bastante ácido es de poco valor como ciruela de postre, pero una excelente variedad culinaria.